# Cellule primaire

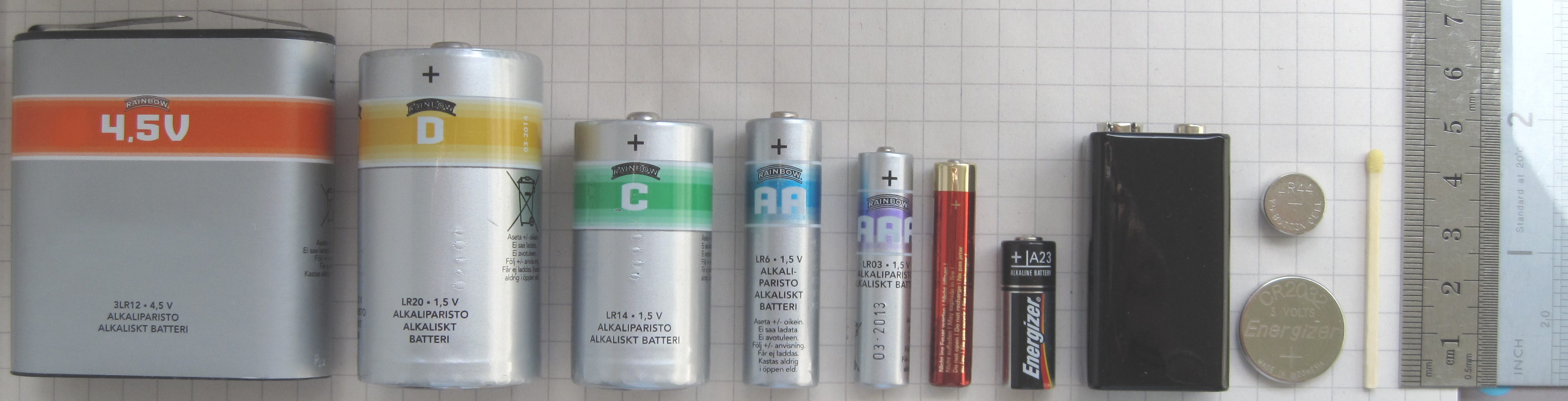
Une gamme de piles (cellules primaires) de tailles standard. De gauche à droite : pile multicellulaire « plate » 4.5 V de type 3LR12 ; piles « bâton » 1.5 V de dénominations commerciales D, C, AA, AAA, AAAA ; pile « bâton » 12 V A23 ; pile multicellulaire 9 V 6LR61 ; piles « bouton » 1.5 V LR44 (haut) et 3 V CR2032 (bas).

Une pile jetable est une pile électrique  ne pouvant être être utilisée qu'une seule fois puis jetée, et ne pouvant être rechargée puis réutilisée comme l'est une pile rechargeable (pile rechargeable). En général, la réaction électrochimique se produisant dans la pile n'est pas réversible, rendant la pile non rechargeable. Lorsqu'une pile jetable est utilisée, les réactions chimiques à l'intérieur de celle-ci consomment les produits chimiques à l'origine de la création d'électricité ; quand elles sont entièrement épuisées, les piles cessent donc de produire de l'électricité. En revanche, dans une pile rechargeable, la réaction peut être inversée en faisant passer un courant dans la pile à l'aide d'un chargeur pour la recharger, régénérant les réactifs chimiques. Les piles jetables sont fabriquées dans une plage de tailles standards pour alimenter les petits appareils ménagers tels que les lampes de poche et les radios portables.
Les piles jetables représentent environ 90 % du marché de 50 milliards de dollars des piles, mais les îles rechargeables ont gagné des parts de marché. Environ 15 milliards de piles jetables sont jetées dans le monde chaque année, se retrouvant pour la plupart dans des décharges. En raison des métaux lourds toxiques et des acides et alcalis forts qu'elles contiennent, les piles sont considérées être des déchets dangereux. La plupart des municipalités les classent comme telles et exigent qu'elles soient éliminées autrepart qu'avec les ordures ménagères. L'énergie nécessaire à la fabrication d'une pile est environ 50 fois supérieure à l'électricité qu'elle contient,,,. En raison de leur teneur élevée en polluants par rapport à leur faible potentiel électrique, la pile jetable est considérée appartenir à une technologie dégageant beaucoup de déchets et donc peu écologique. En raison principalement de l'augmentation des ventes d'appareils sans fil et d'outils sans fil qui, pour des raisons économiques, ne peuvent pas être alimentés par des piles jetables et qui fonctionnent sur piles rechargeables, l'industrie des piles rechargeables connaît une forte croissance et remplace lentement la pile jetable dans les produits haut de gamme.

## Commerce
Au début du XXIe siècle, les piles jetables ont commencé à perdre des parts de marché au profit des piles rechargeables, les coûts relatifs diminuant pour ces dernières. Les besoins en électricité des lampes de poche ont été réduits par le passage des ampoules à incandescence aux diodes électroluminescentes.
Le marché restant a connu une concurrence accrue de la part des versions privées ou sans label. La part de marché des deux principaux fabricants américains, Energizer et Duracell, a chuté de 37 % en 2012. Avec Rayovac, ces trois entreprises essaient de faire passer les utilisateurs de piles au zinc-carbone à des piles alcalines plus chères mais plus durables.
Les fabricants occidentaux de piles ont délocalisé la production et ne fabriquent plus de piles zinc-carbone aux États-Unis. La Chine est devenue le plus grand marché des piles, et la demande qui devrait augmenter plus rapidement que partout ailleurs, et le pays est également passé aux piles alcalines. Dans d'autres pays en voie de développement, les piles jetables doivent concurrencer les appareils bon marché, éoliens et rechargeables qui ont proliféré.

## Inconvénients et avantages
Les piles rechargeables sont en général plus économiques à utiliser que les piles jetables. Leur prix est initialement plus élevé mais le prix d'achat d'un système de rechargement peuvent être réparti sur de nombreux cycles d'utilisation (entre 100 et 1000 cycles) ; à titre d'exemple, dans le cas des outils électriques portatifs, il serait très onéreux de remplacer une pile jetable de grande capacité toutes les quelques heures.
Les piles jetables ne peuvent être rechargées entre le moment de leur fabrication et leur durée d'utilisation, le niveau d'autodéchargement est donc beaucoup plus faible que les anciens types de piles rechargeables. Mais elles ont perdu cet avantage avec l'avènement des piles rechargeables dont le niveau d'autodéchargement est très faible, comme les piles NiMH à faible autodéchargement, qui maintiennent suffisamment de charge pendant assez longtemps pour être vendues préchargées,.
La résistance interne des types usuels de piles rechargeables (à savoir NiMH et Li-ion) est beaucoup plus faible et elles ne perdent guère en capacité comme les piles alcalines, zinc-carbone et chlorure de zinc (haute résistance ou très haute résistance) dont la consommation en courant est élevée.
Les piles de réserve peuvent être stockées très longtemps (de l'ordre de 10 ans ou plus) sans perte de leur capacité, grâce à la séparation physique des composants de la pile, et cela jusqu'à leur montage juste avant de les utiliser. Ce type de piles est onéreux mais se retrouve dans toutes sortes de matériel, notamment les munitions, qui peuvent être stockées pendant des années avant de pouvoir être utilisées.

## Polarisation
Un facteur majeur réduisant la durée de vie des piles jetables est qu'elles se polarisent pendant l'utilisation. Cela signifie que l'hydrogène s'accumule à la cathode et réduit l'efficacité de la pile. Pour réduire les effets de la polarisation dans les piles commerciales et pour prolonger leur vie, la dépolarisation chimique est utilisée ; c'est-à-dire qu'un agent oxydant est ajouté à la cellule pour oxyder l'hydrogène en eau. Le dioxyde de manganèse est utilisé dans la pile Leclanché (ou pile zinc – carbone), et l'acide nitrique est utilisé dans la cellule Bunsen et la cellule Grove.
Des tentatives ont été réalisées pour rendre les piles simples auto-dépolarisantes en rendant rugueuse la surface de la plaque de cuivre pour faciliter le détachement des bulles d'hydrogène mais avec peu de succès. La dépolarisation électrochimique échange l'hydrogène contre un métal, comme le cuivre (par ex. pile Daniell ), ou l'argent (par exemple cellule à l'oxyde d'argent).

## Terminologie

### Anode et cathode
La borne de la pile (électrode) dont la polarité est positive (l'électrode de carbone dans une pile sèche) est appelée la cathode et l'électrode de polarité négative (le zinc dans une pile sèche) est appelée l'anode. C'est l'inverse de la terminologie utilisée dans une pile électrolytique ou un tube à vide thermoïonique. La raison est que les termes anode et cathode sont définis par la direction du courant électrique et non par leur tension. L'anode est la borne à travers laquelle le courant conventionnel (charge positive) entre dans la cellule à partir du circuit externe, tandis que la cathode est la borne à travers laquelle le courant conventionnel quitte la pile et circule dans le circuit externe. Étant donné qu'une pile est une source d'alimentation qui fournit la tension qui force le courant à travers le circuit externe, la tension sur la cathode doit être supérieure à la tension sur l'anode, créant un champ électrique dirigé de la cathode à l'anode, pour forcer la charge positive hors de la cathode par la résistance du circuit externe.
À l'intérieur de la pile, l'anode est l'électrode où se produit l'oxydation chimique, car elle donne des électrons qui en sortent vers le circuit externe. La cathode est l'électrode où se produit la réduction chimique, car elle accepte les électrons du circuit externe.
En dehors de la pile, une terminologie différente est utilisée. Comme l'anode donne une charge positive à l'électrolyte (restant ainsi avec un excès d'électrons qu'elle va donner au circuit), elle devient chargée négativement et est donc connectée à la borne marquée "-" à l'extérieur de la pile. La cathode, quant à elle, donne une charge négative à l'électrolyte, elle devient donc chargée positivement (ce qui lui permet d'accepter les électrons du circuit) et est donc connectée à la borne marquée «+» à l'extérieur de la pile.
Les anciens manuels contiennent parfois une terminologie différente qui peut semer la confusion chez les lecteurs modernes. Par exemple, un manuel de 1911 par Ayrton et Mather décrit les électrodes comme étant la « plaque positive » et la « plaque négative ».